# Apogonia endoi
Apogonia endoi är en skalbaggsart som beskrevs av Kobayashi 2009. Apogonia endoi ingår i släktet Apogonia och familjen Melolonthidae. Inga underarter finns listade i Catalogue of Life.